# Karina Acosta
Karina Acosta (7 de noviembre de 1986) es una deportista mexicana que compitió en judo. Ganó una medalla de plata en los Juegos Panamericanos de 2011 y una medalla de bronce en el Campeonato Panamericano de Judo de 2009.

## Palmarés internacional
| Juegos Panamericanos    | Juegos Panamericanos     | Juegos Panamericanos | Juegos Panamericanos |
| Año                     | Lugar                    | Medalla              | Categoría            |
| ----------------------- | ------------------------ | -------------------- | -------------------- |
| 2011                    | Guadalajara (México)     | Medalla de plata     | –63 kg               |
| Campeonato Panamericano |                          |                      |                      |
| Año                     | Lugar                    | Medalla              | Categoría            |
| 2009                    | Buenos Aires (Argentina) | Medalla de bronce    | –63 kg               |